# Bailleul, Nord
Bailleul là một xã trong vùng Hauts-de-France, thuộc tỉnh Nord, quận Dunkerque, chef-lieu của 2 tổng. Tọa độ địa lý của xã là 50° 44' vĩ độ bắc, 02° 44' kinh độ đông. Bailleul nằm trên độ cao trung bình là 44 mét trên mực nước biển, có điểm thấp nhất là 14 mét và điểm cao nhất là 86 mét. Xã có diện tích 43,42 km², dân số vào thời điểm 1999 là 14.146 người; mật độ dân số là 326 người/km².

## Thông tin nhân khẩu
| 1962   | 1968   | 1975   | 1982   | 1990   | 1999   |
| ------ | ------ | ------ | ------ | ------ | ------ |
| 12 583 | 13 077 | 13 474 | 13 400 | 13 847 | 14 146 |

## Các thành phố kết nghĩa
- Werne, Đức
- Izegem, Bỉ
- Hawick, Scotland
- Yaka, Togo

## Nhân vật nổi tiếng
- Séverine Caneele (sinh 1974), nữ diễn viên
- Emmanuel Schotté (sinh 1958), diễn viên
- Marguerite Yourcenar (1903-1987); nhà văn nữ, thành viên Viện hàn lâm Pháp ( Académie Française)